# Frente Patriótico Dabalorivhuwa
El Frente Patriótico Dabalorivhuna (Dabalorivhuwa Patriotic Front, DPF) es un partido político de Sudáfrica que pretende representar a la población vhavenda, que habla el idioma venda y que vive en el nordeste del país, en la provincia de Limpopo. Tiene como fin que el desaparecido bantustán de Venda recupere la supuesta independencia que perdió al ser anexionado por Sudáfrica en 1994. Forma parte desde 2003 de la Organización de Naciones y Pueblos No Representados (conocida en inglés como Unrepresented Nations and Peoples Organization, o por sus siglas UNPO).
El líder del partido es el jefe (conocido como Chief) Tony Mphephu-Ramabulana, reconocido por el presidente de Sudáfrica Jacob Zuma en 2010.